# Phare de Monte Louro
Le phare de Monte Louro est un phare situé sur la péninsule de Punta Queixal ou Monte Louro (es), dans la paroisse civile de Louro (es) de la commune de Muros, dans la province de La Corogne (Galice en Espagne).
Il est géré par l'autorité portuaire de Vilagarcía de Arousa.

## Histoire
Il a été mis en service le 15 juillet 1862 sur la Ría de Muros y Noia, une partie des Rías Baixas. Le phare se compose d'une tour tronconique hexagonale en granit, avecgalerie simple et lanterne, attachée au front d'une petite maison de gardien d'un seul étage. Le dôme de la lanterne est peint en blanc, ainsi que l'habitation, avec des pierres apparentes.
Le phare est érigé en bout de promontoire, vers le sud, et marque l'entrée nord du Ría, à environ 3 km au sud du village de Louro. Il possède un objectif catadioptrique de 5e ordre d'une portée maximale de 9 milles nautiques (environ 16 km). Sa caractéristique actuelle est un groupe de 2 + 1 scintillements blancs toutes les 12 secondes. Il est électrifié avec l'emploi de l'énergie photovoltaïque depuis 1993.
Identifiant : ARLHS : SPA182 ; ES-03990 - Amirauté : D1784 - NGA : 2688.
|          |
| Le phare |

|             |
| La lanterne |

### Lien connexe
- Liste des phares d'Espagne